# Muži v černém: Globální hrozba
Muži v černém: Globální hrozba (v anglickém originále Men in Black: International) je americký sci-fi akční a komediální film z roku 2019, jehož režie se ujal F. Gary Gray a scénář k němu napsali Art Marcum a Matt Holloway. Jedná se o spin-off filmové série Muži v černém. Hlavní role hrají Chris Hemsworth, Tessa Thompsonová, Kumail Nanjiani, Rebecca Fergusonová, Rafe Spall, Laurent a Larry Bourgeois, Liam Neeson a Emma Thompsonová.
Film měl mezinárodní premiéru ve Spojených státech dne 14. června 2019. V České republice byl do kin uveden o den dříve.
Vydělal více než 245 milionů dolarů po celém světě, ale získal spíše nepříznivé recenze od kritiků, kteří kritizovali „nevýraznou akci a zapomenutelný děj“, ačkoli chemie mezi Hemsworthem a Thompson byla chválena. 

## Obsazení
| Tessa Thompsonová         | Molly Wright / agentka M, nováček v MIB rekrutovaná do britské pobočky; Mandeiya Floryová jako mladá Molly |
| Chris Hemsworth           | Henry / Agent H, nejlepší agent v MIB britské pobočce                                                      |
| Kumail Nanjiani           | Pawny (hlas), malý mimozemský válečník, který se spřátelí s agenty H. a M.                                 |
| Liam Neeson               | High T, vedoucí britské pobočky MIB                                                                        |
| Rafe Spall                | agent C, agent MIB                                                                                         |
| Rebecca Fergusonová       | Riza Stavros, mimozemská mezigalaktická dealerka a bývalá přítelkyně H.                                    |
| Laurent a Larry Bourgeois | The Twins, mimozemské duo, které mění tvar a hledá nebezpečné artefakty                                    |
| Emma Thompsonová          | agentka O, vedoucí MIB, která působí v USA                                                                 |
| Kayvan Novak              | Vungus Ugly, člen mimozemské královské rodiny a přítel H.; Nasr a Bassam (hlas)                            |
| Tim Blaney                | Frank Pug (hlas)                                                                                           |
| Spencer Wilding           | Luca Brasi                                                                                                 |
| Marcy Harriell            | otec Molly                                                                                                 |
| Inny Clemons              | matka Molly                                                                                                |

## Přijetí

### Tržby
Film vydělal 72,6 milionu dolarů ve Spojených státech a Kanadě a 172,5 milionu dolarů v ostatních oblastech, celkově tak vydělal 245,1 milionu dolarů po celém světě. Náklady na natočení filmu činily 94–110 milionů dolarů a dalších 120 milionů dolarů bylo vynaloženo na marketing.
Film byl do kin uveden společně s filmem Shaft. Byl projektován výdělek 30–40 milión dolarů za první promítací víkend. Film vydělal 10,4 miliónů dolarů za první den. Celkově tak za první víkend vydělal 30 miliónů dolarů.

### Kritika
Na recenzní stránce Rotten Tomatoes získal z 285 započtených recenzí 22 procent s průměrným ratingem 4,47 z 10. Na serveru Metacritic snímek získal z 50 recenzí 38 procent ze 100. Publikum oslovené CinemaScore dalo filmu průměrnou známku za 2 ve škále 1+ až 5. Na Česko-Slovenské filmové databázi snímek získal 57 procent z 913 hlasů.